# Candlewick Green
Candlewick Green was een Britse popband. De naam is een zinspeling op de kinder-animatieserie Camberwick Green.

## Bezetting
- Alan Leyland[3] (drums)
- Andy Ball[4] (keyboards)
- Lennie Coswell[5] (gitaar)
- Jimmy Nunnen[6] (basgitaar, achtergrondzang)
- Terry Webb[7] (leadzang)
- Derek Cleary[8] (gitaar, achtergrondzang)
- Dudley Jones[9]
- Stevie Bee (basgitaar, keyboards)
- Cy O'Hara (trompet, gitaar)

## Geschiedenis
Na het winnen van de tv-talentenshow Opportunity Knocks, tekende Candlewick Green bij Decca Records en hadden ze een hitsingle met de song Who Do You Think You Are?, geschreven door Des Dyer en Clive Scott van de band Jigsaw. De song plaatste zich begin 1974 in de Britse singlehitlijst (#21). Bo Donaldson & the Heywoods en Saint Etienne coverden later Who Do You Think You Are?.
Toetsenist Andy Ball verliet de band in de herfst van 1975 ten gunste van Mud voor een tweejarige klus, onlangs alleen als tourneelid. Met wisselende bezettingen ging Candlewick Green verder met optreden tot begin 2000, voordat ze uiteindelijk verdwenen van het internationale podium.

## Discografie

### Singles
- 1972: Doggie (BASF)
- 1973: Sunday Kinda Monday (Decca Records)
- 1974: Who Do You Think You Are? (Decca Records)
- 1974: Everyday of My Life (BASF)
- 1974: Leave A Little Love (Decca Records)
- 1975: Last Bus Home (Buk Records)
- 1976: Sign of the Times (Buk Records)

### Albums
- 1974: What Kind of Songs (Decca Records)
- 1977: Candlewick Green (Storm Records)
- 1980: Makin It (SRT Productions)

### NPO Radio 2 Top 2000
Van Candlewick Green stond alleen Who Do You Think You Are in 1999 in de NPO Radio 2 Top 2000, op plek 1986.